# Türkheimer

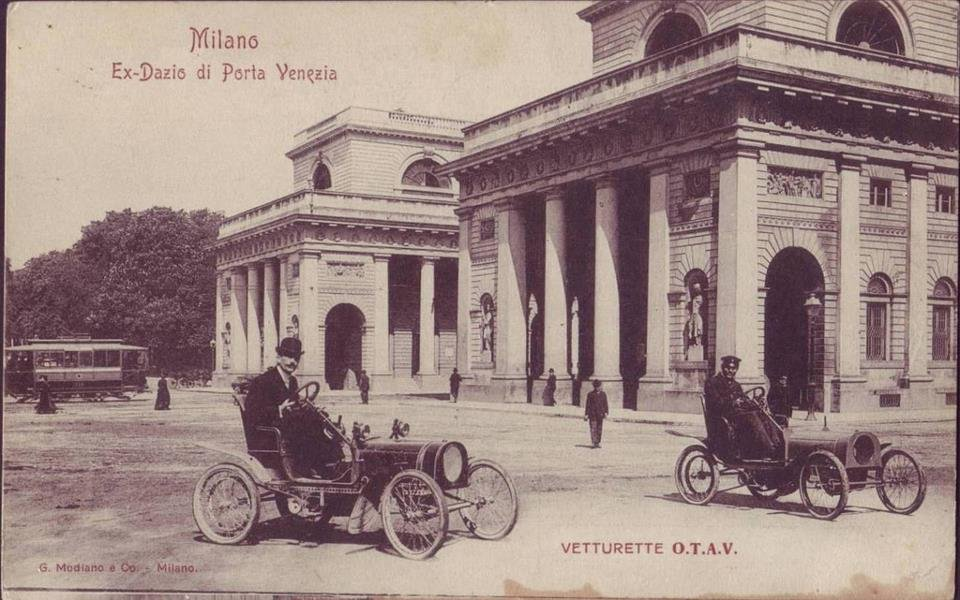
OTAV cyclecars uit 1906

Astra, OTAV, Stella en Türkheimer zijn Italiaanse historische merken van motorfietsen, autocycles en automobielen
De bedrijfsnaam was: Officine Turkheimer per Automobill e Velocipedi, Milano, later Türkheimer & Co., Milano.

## Max Türkheimer
Max Türkheimer produceerde al sinds 1888 rijwielen, maar was ook een van de pioniers van het motorrijden en de motorsport in Italië en betrokken bij diverse Milanese merken. Ook was hij een goed wielrenner. In 1891 werd hij wereldkampioen over de vliegende kilometer met een snelheid van 73 km/h. Al aan het einde van de 19e eeuw was hij importeur van de eerste in serie geproduceerde motorfietsen ter wereld, van Hildebrand & Wolfmüller. Later importeerde hij het Britse merk Ariel.
Max Türkheimer overleed op 10 oktober 1936. Hij werd opgevolgd door zijn neef Max Türkheimer Jr. Die zou het bedrijf voortzetten, maar de eerste problemen ontstonden door de Tweede Italiaans-Ethiopische Oorlog. De verhoudingen tussen het Verenigd Koninkrijk en Italië bekoelden en in 1937 moest men de lange en prettige samenwerking met het Britse Ariel gaan afbouwen. Als lid van een Joodse familie werd Max Jr. echter gedeporteerd en hij overleed in een Duits concentratiekamp. 

## Türkheimer motorfietsen
Van 1902 tot 1905 produceerde Max Türkheimer zelf motorfietsen met een 1¼pk-motor, die onder de naam "Türkheimer" op de markt kwamen.

## Türkheimer en OTAV auto's
Türkheimer importeerde ook de Franse Turgan Foy auto's, maar tussen 1905 en 1908 maakte hij zelf ook auto's onder twee merknamen. Het eerste model was niet meer dan een cyclecar met een luchtgekoelde 4pk-eencilinder motor, die tegen het einde van de productie 5 pk leverde. De topsnelheid was ongeveer 35 km/h. Dit kleine model met riemaandrijving werd onder de namen "Türkheimer" en "OTAV" (Officine Türkheimer per Automobill e Velocipedi) aangeboden. In 1906 volgde een echte auto, de 2800cc-"18/24 HP" met een viercilindermotor die was opgebouwd uit twee cilinderblokken, drie versnellingen en asaandrijving. Dit zwaardere model werd uitsluitend als "OTAV" verkocht. In 1907 fuseerde OTAV met de Fabbrica Junior Torinese Automobili (Junior). Nog een jaar bleven beide automerken naast elkaar bestaan, maar in 1908 verdwenen ze allebei van de markt. 

## Stella
Van 1924 tot 1927 bracht Türkheimer het merk "Stella" op de Italiaanse markt, met motorfietsen die hij waarschijnlijk elders liet produceren. Deze hadden een 173cc-Blackburne-kopklepmotor.

## Astra
In 1931 kwam Max Türkheimer opnieuw met een eigen merk: Astra. Het eerste model had een 175cc-stoterstangenmotor en een Burman-drieversnellingsbak. Deze machine ging echter pas in 1933 in serieproductie. In 1934 werd de motor herzien: de rechtopstaande cilinder helde nu iets voorover en er waren vier versnellingen aan boord. Er kwam een "Normale" en een "Super Sport"-versie. Er kwamen ook zwaardere modellen: een 250- en een 500cc-machine die aangedreven werden door Ariel-motoren, waarvan Türkheimer nog steeds importeur voor Italië was. In 1935 werden de modellen opnieuw herzien: de 175cc-modellen werden vervangen door 220cc-exemplaren met een Astra-motor en de andere modellen werden verbeterd. In 1936 kreeg het 500cc-model ook een Astra-motor en ook dit werd als "Normale" en "Super Sport" geleverd. Een nieuw 350cc-model kreeg weer een Ariel-blok. Na het afscheid van Ariel, waar men na 1937 steeds minder zaken mee deed, werden alle modellen van Astra-motoren voorzien. Er verschenen nu ook triporteurs. Ondanks de deportatie van de nieuwe directeur Max Türkheimer Jr. ging de productie tijdens de Tweede Wereldoorlog door. Het merk presenteerde zelfs nieuwe 350- en 500cc-modellen met starre frames maar ook met plunjervering. Tijdens de oorlog en zelfs in de jaren erna bleven deze modellen vrijwel onveranderd. In 1949 was het modellenpalet uitgebreid met een 250cc-kopklepmotor en een nieuwe 125cc-tweetakt, maar in 1953 werd de productie beëindigd.
- Er was nog een merk met de naam Astra, zie Astra (München).
- Er was nog een merk met de naam Stella, zie Stella (Bilancourt).